# يوهان أوديل
يوهان أوديل (بالفرنسية: Johan Audel)‏ (مواليد 12 ديسمبر 1983 في نيس - فرنسا) لاعب كرة قدم فرنسي يلعب حاليا لصالح نادي الدرجة الأولى شتوتغارت الفرنسي منذ 2010 في مركز المهاجم .

## روابط خارجية
- يوهان أوديل على موقع رابطة كرة القدم الفرنسية للمحترفين (الإنجليزية)
- يوهان أوديل على موقع إي إس بي إن إف سي (الإنجليزية)
- يوهان أوديل على موقع قاعدة بيانات كرة القدم.إي يو (الإنجليزية)
- يوهان أوديل على موقع بيانات كرة القدم. دي إي (الألمانية)
- يوهان أوديل على موقع ليكيب (الفرنسية)
- يوهان أوديل على موقع ناشيونال فوتبول تيمز (الإنجليزية)
- يوهان أوديل على موقع Soccerway.com (الإنجليزية)
- يوهان أوديل على موقع عالم كرة القدم.نت (الإنجليزية)
- يوهان أوديل على موقع كووورة
- يوهان أوديل على موقع AS.com (الإسبانية)